# Bruzovice
Bruzovice (německy Brusowitz, polsky Bruzowice) jsou obec v okrese Frýdek-Místek v Moravskoslezském kraji. Leží poblíž ostravské průmyslové aglomerace, mezi městy Frýdkem-Místkem a Havířovem.  V Bruzovicích žije 998 obyvatel.

## Název
Jméno vesnice bylo odvozeno od osobního jména Bruza a znamenalo "Bruzovi lidé". Z konce 19. století jsou doloženy též tvary Břuzovice a Brusovice.

## Historie
Vesnice vznikla na začátku 14. století v průběhu lánové kolonizace. První dochovaná písemná zpráva pochází z roku 1305. Zakladatelem a prvním feudálním vlastníkem osady byl šlechtic Ondřej Brus, dvořan prvního těšínského vévody Měška. Tento feudál dal také obci její jméno. Bruzovice představovaly rozsáhlou kolonizační vesnici. Dle urbáře z roku 1636 měla obec kromě domů sedláků a zahradníků panský dvůr, farní kostel sv. Stanislava a také pět rybníků.
V letech 1610–1655 působil v Bruzovicích farář Johann Scultetus († 1665). Nový zděný kostel byl postaven za Františka Eusebia z Oppersdorfu roku 1677.
Škola v Bruzovicích patřila mezi nejstarší školy v bývalém frýdeckém okrese. První zmínky jsou z první poloviny 17. století. Zděná škola byla postavena za rektora Ludvíka Schwehelka v roce 1844. Do Bruzovic chodily děti z obcí Kaňovice, Pazderna a Žermanice. Škola byla katolická triviální a měla před koncem první poloviny 19. století kolem 245 žáků.
V Bruzovicích čp. 20 se v roce 1862 narodil Josef Mojžíšek, později známý sběratel lidových písní a tanců. Dalšími významnými rodáky byli Josef Stříž (nar. 1833), písmák a zakladatel první knihovny, dále bratři JUDr. Jan Peter (1850) a Ondřej Boleslav Peter (1853), oba národní buditelé a představitelé spolkového života.
Na katastru obce se v 19. století těžila železná ruda (pro Karlovu huť v Lískovci). V té době byl v obci také lom na vápenec. Požární sbor byl v obci založen v roce 1897.

## Obyvatelstvo
| Rok            | 1869  | 1880  | 1890  | 1900  | 1910  | 1921 | 1930  | 1950 | 1961 | 1970 | 1980 | 1991 | 2001 | 2011 | 2021 |
| -------------- | ----- | ----- | ----- | ----- | ----- | ---- | ----- | ---- | ---- | ---- | ---- | ---- | ---- | ---- | ---- |
| Počet obyvatel | 1 176 | 1 105 | 1 068 | 1 063 | 1 039 | 994  | 1 036 | 830  | 862  | 799  | 757  | 675  | 712  | 738  | 983  |
| Počet domů     | 184   | 176   | 183   | 178   | 174   | 175  | 188   | 203  | 201  | 196  | 187  | 216  | 227  | 247  | 325  |

Věková struktura obyvatel obce Bruzovice roku 2011

## Obecní správa
Správu nad obcí vykonává obecní zastupitelstvo v čele se starostou. Je voleno v komunálních volbách na čtyři roky a má 9 členů.

### Obecní symboly
Znak a vlajka byly obci uděleny rozhodnutím předsedy Poslanecké sněmovny Parlamentu České republiky dne 7. října 2003.

### Správní území
Obec leží v Moravskoslezském kraji s 300 obcemi v okrese Frýdek-Místek s 72 obcemi, má status obce s rozšířenou působností a obce s pověřeným obecním úřadem je součástí správního obvodu Frýdek-Místek s 37 obcemi. Skládá se s 1 katastrálního území a 1 části obce. Katastr Bruzovic sousedí s obcemi Sedliště, Pazderna, Žermanice, Kaňovice a s osadou Panské Nové Dvory, která je součástí města Frýdek-Místek.

## Pamětihodnosti
- Kostel svatého Stanislava
- Kaple při čp. 155
- Kaple při čp. 159
- hasičská zbrojnice (čp. 41)
- venkovská usedlost (čp. 10)

## Galerie

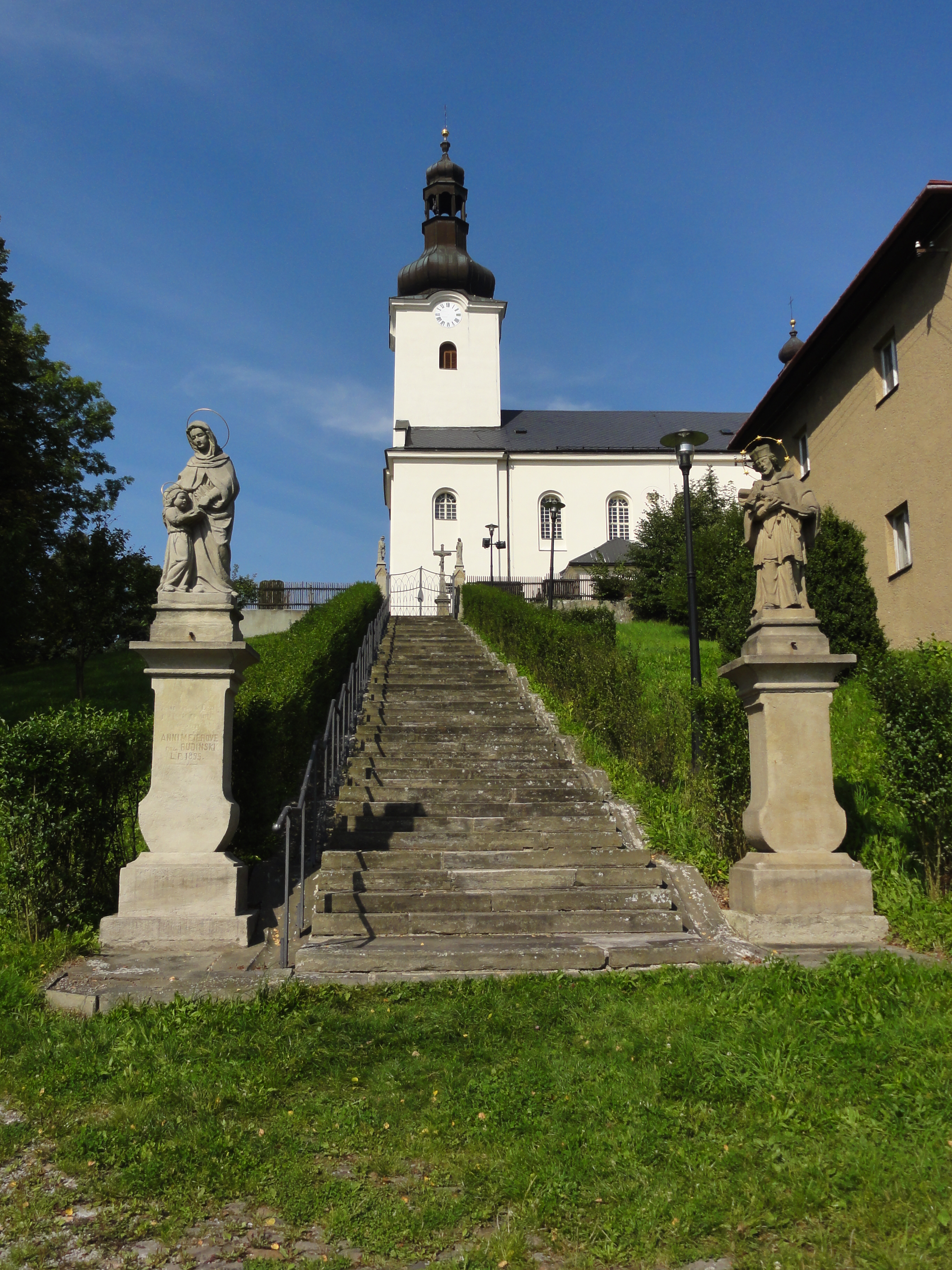
Schody ke kostelu
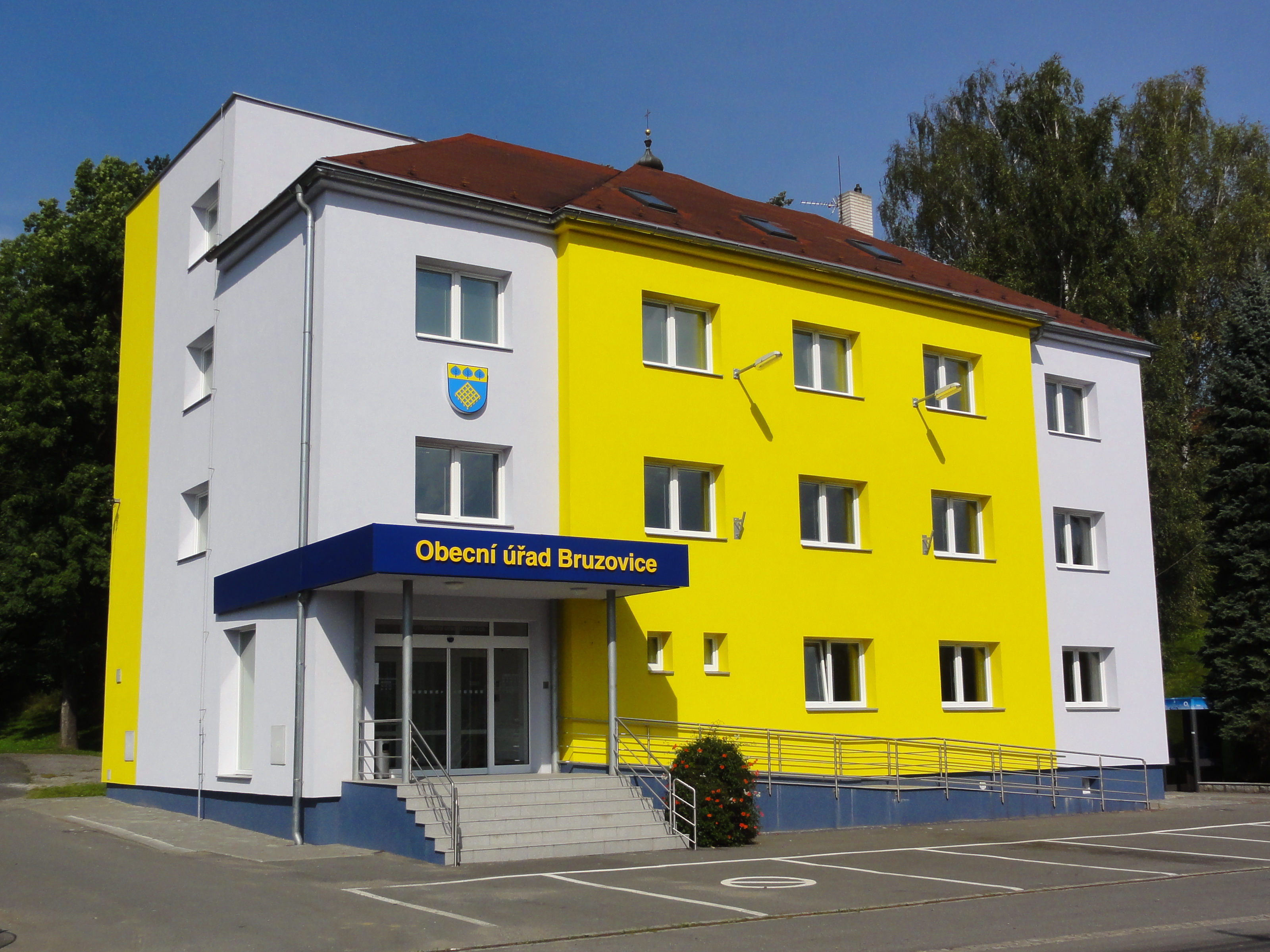
Obecní úřad
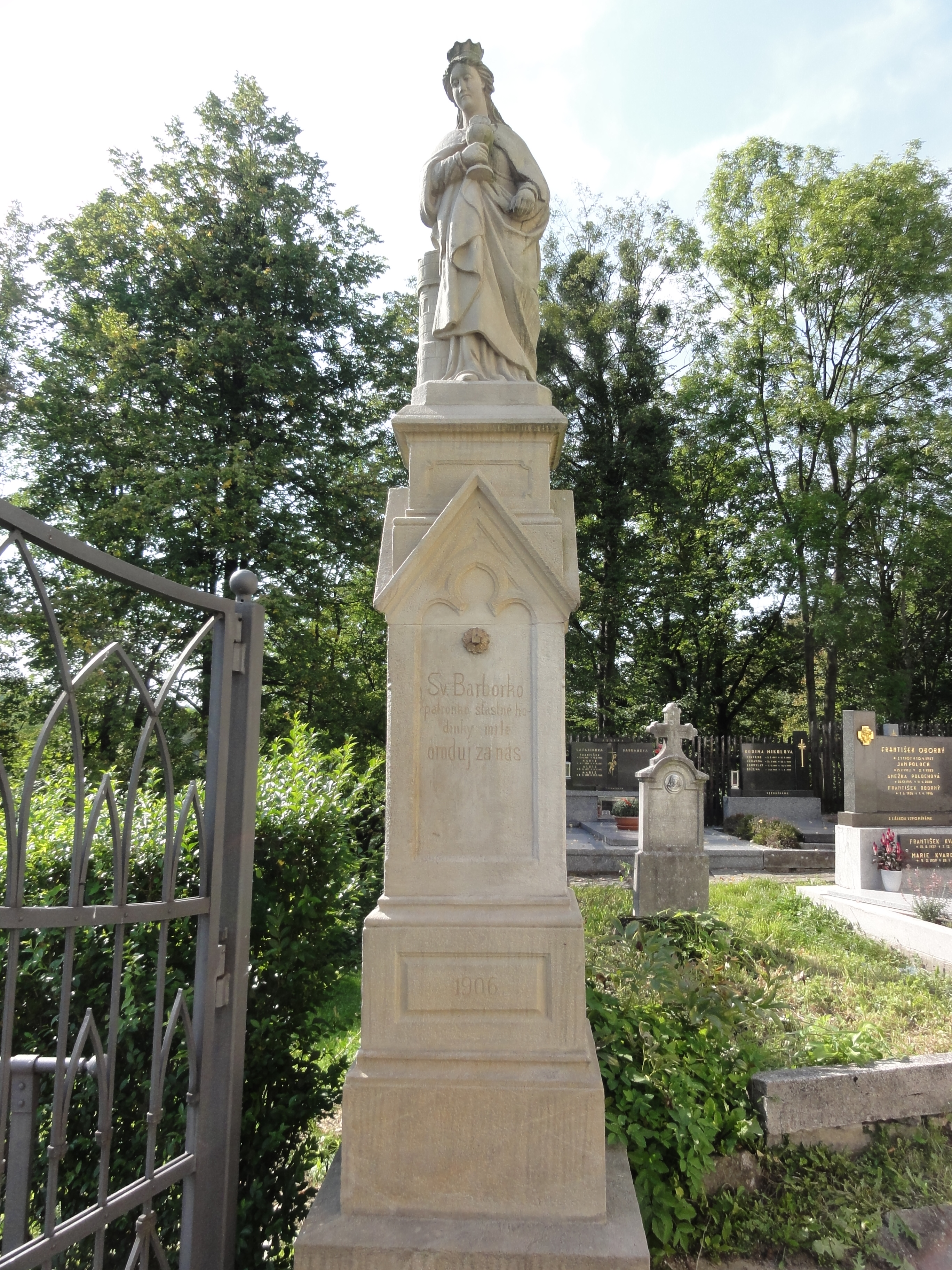
Socha sv. Barbory
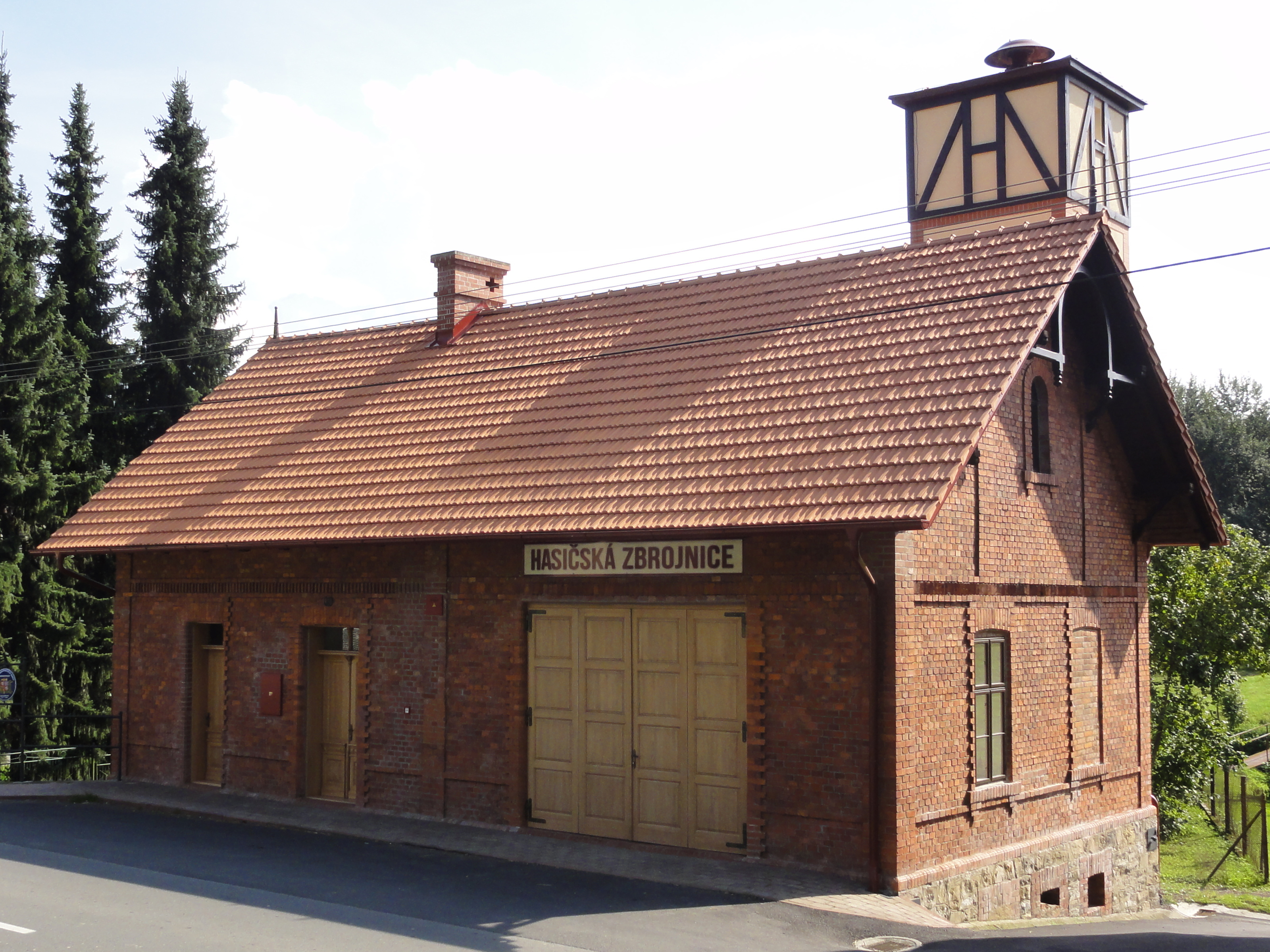
Hasičská zbrojnice